# Les Escales improbables
 (mai 2024).
 (mai 2024).
Si vous disposez d'ouvrages ou d'articles de référence ou si vous connaissez des sites web de qualité traitant du thème abordé ici, merci de compléter l'article en donnant les références utiles à sa vérifiabilité et en les liant à la section « Notes et références ».
Les Escales improbables de Montréal (EIM) est un festival d'art interdisciplinaire annuel créé en 2004 par Mustapha Terki et Sylvie Teste. Les activités ont lieu au Vieux-Port de Montréal. 

## Description
- Les participants sont invités à vivre le décloisonnement des genres et le bouleversement des habitudes en expérimentant et en partageant le bouillonnement des pratiques artistiques émergentes. Les EIM prennent le pari que la déambulation et la détente sont les meilleurs moyens de laisser l’imagination voguer au fil de l’art d’aujourd’hui.

- La 10e édition : du 3 au 14 septembre 2013
- La 9e édition : du 2 au 15 septembre 2012
- La 8e édition : du 7 au 11 septembre 2011
- La 7e édition : du 8 au 12 septembre 2010
- La 6e édition : du 11 au 13 septembre 2009
- La 5e édition : du 11 au 14 septembre 2008
- La 4e édition : du 13 au 16 septembre 2007
- La 3e édition : du 2 au 3 septembre 2006
- La 2e édition : du 24 au 25 septembre 2005
- La 1re édition : du 18 au 19 septembre 2004